# José Moreira (Fußballspieler, 1958)
José Moreira, vollständiger Name José Hermes Moreira, (* 30. September 1958 in San José de Mayo) ist ein ehemaliger uruguayischer Fußballspieler.

## Karriere

### Verein
Defensivakteur „Chico“ Moreira spielte von 1976 bis 1978 für den Danubio FC in der Primera División. Begonnen hatte er bei den Montevideanern, für die er insgesamt sechs Jahre aktiv war, zunächst in der Mannschaft der Quinta División. 1976 war bei Danubio Raúl Bentancur sein Trainer, der ihn seinerzeit noch auf der Rechtsaußenposition und somit offensiv aufstellte. Anschließend stand er von 1979 bis 1984 bei Nacional Montevideo unter Vertrag. In den Spielzeiten 1980 und 1983 gewann sein Verein Nacional Montevideo die Uruguayische Meisterschaft. 1980 siegte man in der Copa Libertadores. Moreira wirkte in beiden Finalspielen gegen den SC Internacional von Beginn an mit. Durch einen 1:0-Sieg am 11. Februar 1981 über Nottingham Forest, bei dem er in der Startaufstellung stand, holte er mit diesem Verein den Weltpokal des Jahres 1980. Ebenfalls kam er in allen drei Partien um die Copa Interamericana 1981 als Startelfspieler zum Zug. Nacional unterlag jedoch gegen den mexikanischen Verein UNAM Pumas. Sodann setzte er seine Karriere ab der Spielzeit 1984/85 in den USA fort. Ausgangspunkt war seinerzeit die Teilnahme Nacional Montevideos an einem Vierer-Turnier in Chicago, an dem neben dem Verein aus Montevideo auch Cosmos, Chicago Steam und der SSC Neapel teilnahmen. Moreira wurde dort zum besten Spieler des Turniers gewählt. Nachdem er 1985 die Freigabe durch Nacional erhalten hatte, war er zwar zunächst in der Absicht sich einem argentinischen Team anzuschließen ins Nachbarland gereist. Dort wurde er jedoch kontaktiert, weil der Trainer von Chicago Steam, Willie Roy, ihn verpflichten wollte. Er änderte daraufhin seine Pläne, suchte rund zwei Wochen nach der Kontaktaufnahme Chicago auf und unterzeichnete ein halbes Jahr später in den USA einen 6-Jahres-Vertrag, der sowohl für den "normalen" Fußball auf dem Feld als auch für den Hallenfußball galt. Seine weiteren Arbeitgeber in den USA waren in der Folgezeit von der Saison 1985 bis 1988 die Chicago Sting Indoor (164 Spiele/36 Tore), von 1988 bis 1991 die Wichita Wings (119/35) und in der Saison 1991/92 Cleveland Crunch (32/6).  Bei den Cleveland Crunch verletzte er sich erstmals in seiner aktiven Laufbahn schwer und fiel nach dem ersten Jahr mit dem Riss der Achillessehne für einen Zeitraum von fast anderthalb Jahren aus. Danach stand er in der Spielzeit 1993/94 noch in Reihen der Canton Invaders und in den Jahren 1994 und 1995 im Kader der Houston Hotshots (55/10). 1995 beendete Moreira, Vater zweier Töchter und eines Sohnes, auf Bitten seiner Frau Cristina seine Karriere.

### Nationalmannschaft
Moreira gehörte der uruguayischen U-20-Nationalmannschaft an, die 1977 an der U-20-Südamerikameisterschaft in Venezuela teilnahm und den Titel gewann. Er bestritt in der von Trainer Raúl Bentancor betreuten Mannschaft sieben (kein Tor) Turnierspiele. Auch war er Teil des Kaders bei der Junioren-Weltmeisterschaft 1977, bei der Uruguay den vierten Platz belegte. Im Rahmen der WM wurde er viermal (kein Tor) eingesetzt. Er war auch Mitglied der A-Nationalmannschaft Uruguays, für die er zwischen dem 9. Juni 1976 und dem 13. September 1981 24 Länderspiele absolvierte. Ein Länderspieltor gelang ihm nicht. Mit der Celeste nahm er unter Trainer Roque Máspoli an der Copa América 1979 teil und gewann im selben Jahr mit Uruguay die Copa Juan Pinto Durán. Zudem gehörte er dem Kader beim über den Jahreswechsel 1980/81 ausgetragenen Mundialito an und holte mit dem Team auch diese Trophäe. Auch im Rahmen der Qualifikation für die Weltmeisterschaft 1982 kam er zum Zug.

### Erfolge
- Weltpokal mit Nacional Montevideo: 1980
- Copa Libertadores: 1980
- Uruguayischer Meister: 1980, 1983
- Mundialito: 1980/81
- U-20-Südamerikameister: 1977
- Copa Juan Pinto Durán: 1979